# 江边乡 (弥勒市)
江边乡，是中华人民共和国云南省红河哈尼族彝族自治州弥勒市下辖的一个乡镇级行政单位。

## 行政区划
江边乡下辖以下地区：
江边村、挨村、宁就村、布腊村、干田村、平地村和小倮份村。